# منتخب فلسطين لكرة القدم الشاطئية
منتخب فلسطين لكرة القدم الشاطئية (بالإنجليزية: Palestine national beach soccer team)‏ هو منتخب رياضي وطني لكرة القدم الشاطئية في دولة فلسطين، وصلت فلسطين إلى الدور النصف نهائي في بطولة آسيا لكرة القدم الشاطئية في عام 2019 لأول مرة.

## سجل المنافسات

### سجل بطولة آسيا لكرة القدم الشاطئية
| بطولة آسيا لكرة القدم الشاطئية 2006 | بطولة آسيا لكرة القدم الشاطئية 2006 | بطولة آسيا لكرة القدم الشاطئية 2006 | بطولة آسيا لكرة القدم الشاطئية 2006 | بطولة آسيا لكرة القدم الشاطئية 2006 | بطولة آسيا لكرة القدم الشاطئية 2006 | بطولة آسيا لكرة القدم الشاطئية 2006 | بطولة آسيا لكرة القدم الشاطئية 2006 | بطولة آسيا لكرة القدم الشاطئية 2006 |                  |
| السنة                               | Round                               | Position                            | Pld                                 | W                                   | D*                                  | L                                   | GF                                  | GA                                  |                  |
| ----------------------------------- | ----------------------------------- | ----------------------------------- | ----------------------------------- | ----------------------------------- | ----------------------------------- | ----------------------------------- | ----------------------------------- | ----------------------------------- | ---------------- |
| 2006                                | لم تشارك                            | لم تشارك                            | لم تشارك                            | لم تشارك                            | لم تشارك                            | لم تشارك                            | لم تشارك                            | لم تشارك                            | لم تشارك         |
| 2007                                | لم تشارك                            | لم تشارك                            | لم تشارك                            | لم تشارك                            | لم تشارك                            | لم تشارك                            | لم تشارك                            | لم تشارك                            | لم تشارك         |
| 2008                                | لم تشارك                            | لم تشارك                            | لم تشارك                            | لم تشارك                            | لم تشارك                            | لم تشارك                            | لم تشارك                            | لم تشارك                            | لم تشارك         |
| 2009                                | لم تشارك                            | لم تشارك                            | لم تشارك                            | لم تشارك                            | لم تشارك                            | لم تشارك                            | لم تشارك                            | لم تشارك                            | لم تشارك         |
| 2011                                | انسحبت                              | انسحبت                              | انسحبت                              | انسحبت                              | انسحبت                              | انسحبت                              | انسحبت                              | انسحبت                              | انسحبت           |
| 2013                                | Fifth place final                   | 6th                                 | 5                                   | 2                                   | 1                                   | 2                                   | 24                                  | 20                                  |                  |
| 2015                                | انسحبت                              | انسحبت                              | انسحبت                              | انسحبت                              | انسحبت                              | انسحبت                              | انسحبت                              | انسحبت                              | انسحبت           |
| 2017                                | لم تشارك                            | لم تشارك                            | لم تشارك                            | لم تشارك                            | لم تشارك                            | لم تشارك                            | لم تشارك                            | لم تشارك                            | لم تشارك         |
| 2019                                | Third place match                   | TBD                                 | 5                                   | 4                                   | 0                                   | 1                                   | 18                                  | 18                                  |                  |
| 2021                                | To be determined                    | To be determined                    | To be determined                    | To be determined                    | To be determined                    | To be determined                    | To be determined                    | To be determined                    | To be determined |
| Total                               | 6th place                           | 2/9                                 | 10                                  | 6                                   | 1                                   | 3                                   | 42                                  | 38                                  |                  |